# Protapanteles militaris
Protapanteles militaris är en stekelart som först beskrevs av Walsh 1861.  Protapanteles militaris ingår i släktet Protapanteles och familjen bracksteklar. Inga underarter finns listade i Catalogue of Life.